# تی‌سی‌اس
تی‌سی‌اس (انگلیسی: TCS) شرکت لجستیک پاکستانی است، که در سال ۱۹۸۳ تأسیس شد.